# Bisdom Pagadian
Het bisdom Pagadian (Latijn: Dioecesis Pagadianensis) is een rooms-katholiek bisdom met als zetel Pagadian, op de Filipijnen. Het bisdom is suffragaan aan het aartsbisdom Ozamiz. 

## Geschiedenis
Het bisdom werd opgericht op 17 november 1971, uit delen van het aartsbisdom Zamboanga, en was suffragaan aan het aartsbisdom Zamboanga. Op 24 januari 1983 veranderde het van kerkprovincie en werd suffragaan aan het aartsbisdom Ozamiz. 

## Parochies
Het bisdom had in 2021 een oppervlakte van 2.861 km2 en telde 1.332.800 inwoners waarvan 80,3% rooms-katholiek was.

## Bisschoppen
- Jesus Balaso Tuquib (24 februari 1973 - 31 maart 1984)
- Antonio Realubin Tobias (14 september 1984 - 28 mei 1993)
- Zacharias Cenita Jimenez (2 december 1994 - 11 juni 2003)
- Emmanuel Treveno Cabajar (14 mei 2004 - 22 november 2018)
- Ronald Ignacio Lunas (22 november 2018 - 2 januari 2024)
- sedisvacatie
  - Martin Sarmiento Jumoad (apostolisch administrator: 3 januari 2024 - heden)

## Galerij van afbeeldingen

Wapen van het bisdom
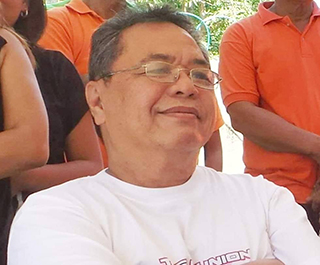
Bisschop Zacharias Cenita Jimenez (1994-2003)

Ozamiz (aartsbisdom) · Dipolog · Iligan · Marawi (prelatuur) · Pagadian